# Landgericht Wassertrüdingen
Das Landgericht Wassertrüdingen war ein von 1808 bis 1879 bestehendes bayerisches Landgericht älterer Ordnung mit Sitz in Wassertrüdingen im heutigen Landkreis Ansbach.
1808 wurde im Verlauf der Verwaltungsneugliederung Bayerns das Landgericht Wassertrüdingen errichtet. Dieses kam zunächst zum Altmühlkreis, ab 1810 zum Oberdonaukreis und ab 1817 zum Rezatkreis, der 1838 in Mittelfranken umbenannt wurde. 1862 wurde die Verwaltung vom Bezirksamt Dinkelsbühl übernommen und 1879 die Gerichtsbarkeit vom Amtsgericht Wassertrüdingen.

## Lage
Das Landgericht Wassertrüdingen grenzte im Norden an das Landgericht Herrieden, im Nordwesten an das Landgericht Gunzenhausen, im Westen an das Landgericht Heidenheim und im Osten an das Herrschaftsgericht Mönchsroth und Landgericht Dinkelsbühl und im Süden an das Stadt- und Herrschaftsgericht Oettingen.

## Struktur
Das Landgericht wurde in 13 Steuerdistrikte aufgeteilt, die vom Rentamt Wassertrüdingen verwaltet wurden:
- Ammelbruch mit Dühren und Grüb;
- Beyerberg mit Brunn, Ehrenschwinden, Friedrichsthal, Hüttlingen und Kaltenkreuth;
- Burk mit Bruck, Flinsmühle, Meierndorf, Schleifmühle und Wolfershof;
- Ehingen mit Bergmühle;
- Geilsheim mit Auhausen, Aumühle und Schobdach;
- Großlellenfeld mit Eybburg und Kleinlellenfeld;
- Lentersheim mit Dambach, Hammerschmiede, Klarmühle, Kreuthof, Kussenhof, Schwandmühle und Ziegelhütte;
- Oberkemmathen mit Langfurth, Matzmannsdorf, Neumühle, Schlierberg und Stöckau;
- Obermögersheim mit Kröttenbach, Laufenbürg und Nordstetten;
- Röckingen mit Berghaus, Gerolfingen, Gugelmühle, Hardhof, Opfenried und Schmalzmühle;
- Unterkönigshofen mit Birkach, Burgstallmühle, Fröschau, Heinersdorf, Oberkönigshofen, Röttenbach, Rottnersdorf und Weihermühle;
- Unterschwaningen mit Dennenlohe und Oberschwaningen;
- Wassertrüdingen mit Altentrüdingen, Baudenhart, Stockamühle und Walkmühle.

1818 gab es im Landgericht Wassertrüdingen 12042 Einwohner, die sich auf 2858 Familien verteilten und in 2192 Anwesen wohnten.
1820 gab es 1 Munizipal- und 25 Ruralgemeinden:
- Altentrüdingen mit Eisler und Stockamühle;
- Ammelbruch;
- Beyerberg mit Brunn, Ehrenschwinden, Friedrichsthal, Hüttlingen und Kaltenkreuth;
- Birkach mit Burgstallmühle, Fröschau, Heinersdorf, Röttenbach, und Rottnersdorf;
- Burk mit Bruck, Flinsmühle und Schleifmühle;
- Dambach mit Hammerschmiede, Kreuthof und Ziegelhütte;
- Dennenlohe;
- Ehingen mit Bergmühle;
- Geilsheim mit Auhausen und Aumühle;
- Gerolfingen mit Berghaus;
- Großlellenfeld;
- Grüb mit Dühren;
- Kleinlellenfeld mit Eybburg;
- Kröttenbach;
- Lentersheim mit Klarmühle, Kussenhof und Schwandmühle;
- Meierndorf mit Wolfershof;
- Nordstetten;
- Oberkemmathen mit Matzmannsdorf, Neumühle und Schlierberg;
- Obermögersheim mit Laufenbürg;
- Oberschwaningen;
- Röckingen mit Gugelmühle, Hardhof, Opfenried und Schmalzmühle;
- Schobdach;
- Stöckau mit Langfurth;
- Unterkönigshofen mit Oberkönigshofen und Weihermühle;
- Unterschwaningen;
- Wassertrüdingen mit Baudenhart und Walkmühle.

Die Gemeinde Stöckau wurde 1823 wieder nach Oberkemmathen eingemeindet.
1846 hatte das Landgericht Wassertrüdingen eine Fläche von 3 Quadratmeilen (≈168 km²) und 12199 Einwohner. Es gab 70 Ortschaften (1 Stadt, 14 Pfarrdörfer, 4 Kirchdörfer, 10 Dörfer, 13 Weiler und 28 Einöden) und 25 Gemeinden (1 Magistrat 3. Klasse und 24 Landgemeinden).
1850 kamen mit der Auflösung der Gerichts- und Polizeibehörde Mönchsroth (ehemals Herrschaftsgericht Mönchsroth) die Gemeinden Aufkirchen, Fürnheim, Irsingen und Reichenbach hinzu.